# Catena Tamaro-Gambarogno-Lema
La Catena Tamaro-Gambarogno-Lema è un massiccio montuoso delle Prealpi Luganesi. Si trova in Svizzera (Canton Ticino) ed in Italia (Provincia di Varese). Prende il nome dal Monte Tamaro, dal Monte Gambarogno e dal Monte Lema, montagne più significative del gruppo.

## Geografia
Ruotando in senso orario i limiti geografici sono: Passo del Monte Ceneri, Val d'Agno, Lago di Lugano, Valle del Tresa, Lago Maggiore, Piano di Magadino, Passo del Monte Ceneri.

## Classificazione
La SOIUSA individua la Catena Tamaro-Gambarogno-Lema come un supergruppo alpino e vi attribuisce la seguente classificazione:
- Grande parte = Alpi Occidentali
- Grande settore = Alpi Nord-occidentali
- Sezione = Prealpi Luganesi
- Sottosezione = Prealpi Varesine
- Supergruppo = Catena Tamaro-Gambarogno-Lema
- Codice = I/B-11.II-A

## Suddivisione
Il gruppo montuoso è suddiviso in un gruppi e tre sottogruppi:
- Gruppo del Tamaro (1)
  - Massiccio del Tamaro (1.a)
  - Sottogruppo Gambarogno-Paglione (1.b)
  - Sottogruppo del Lema (1.c)

## Monti

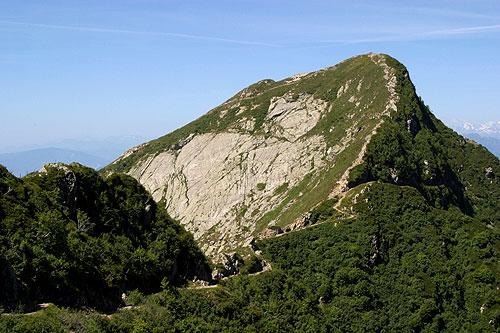
Il Monte Tamaro.

- Monte Tamaro - 1.967 m
- Monte Gradiccioli - 1.936 m
- Cima Manera - 1.856 m
- Monte Gambarogno - 1.734 m
- Monte Pola' - 1.741 m
- Poncione di Breno - 1.654 m
- Monte Magno - 1.636 m
- Monte Lema - 1.621 m
- Covreto - 1.594 m
- Monte Paglione - 1.553 m
- Monte Ferraro - 1.494 m
- Monte Cadrigna - 1.300 m
- Monte Borgna - 1.158 m
- Monte Rogoria - 1.184 m
- Monte Mondini - 813 m
- Monte Bedea - 660 m